# Campeonato de Naciones de la Concacaf de 1971
El Campeonato de Naciones de la Concacaf de 1971 fue la quinta edición del torneo y se jugó entre el 20 de noviembre y el 5 de diciembre de 1971.
Se jugó en Puerto España (Trinidad y Tobago). Clasificaron directamente Trinidad y Tobago por ser el anfitrión y Costa Rica por ser el campeón defensor.
México se coronó campeón por segunda vez después de 1965, tras ganar cuatro partidos y empatar uno.

## Fase preliminar

### Zona del Caribe

#### Primera ronda
| Equipo 1            | Agr. | Equipo 2              | Ida | Vuelta |
| ------------------- | ---- | --------------------- | --- | ------ |
| Guayana Neerlandesa | 7-3  | Guyana                | 4-1 | 3-2    |
| Jamaica             | 0-1  | Cuba                  | 0-1 | 0-0    |
| Haití               | w/o  | Antillas Neerlandesas | -   | -      |

#### Segunda ronda
| Equipo              | Pts.     | PJ       | PG       | PE       | PP       | GF       | GC       | Dif      |
| ------------------- | -------- | -------- | -------- | -------- | -------- | -------- | -------- | -------- |
| Haití               | Califica | Califica | Califica | Califica | Califica | Califica | Califica | Califica |
| Cuba                | Califica | Califica | Califica | Califica | Califica | Califica | Califica | Califica |
| Guayana Neerlandesa | Retiro   | Retiro   | Retiro   | Retiro   | Retiro   | Retiro   | Retiro   | Retiro   |

### Zona de Centroamérica

#### Primera ronda
| Equipo 1    | Agr. | Equipo 2  | Ida | Vuelta |
| ----------- | ---- | --------- | --- | ------ |
| El Salvador | 4-2  | Nicaragua | 3-2 | 1-0    |
| Honduras    | 2-1  | Guatemala | 1-0 | 1-1    |

#### Segunda ronda
| Equipo 1 | Agr. | Equipo 2    | Ida | Vuelta |
| -------- | ---- | ----------- | --- | ------ |
| Honduras | w/o  | El Salvador | -   | -      |

### Zona de Norteamérica
Un play-off tuvo lugar entre las selecciones de México y Bermudas. México avanzó a la ronda final.
| Equipo 1 | Agr. | Equipo 2 | Ida | Vuelta |
| -------- | ---- | -------- | --- | ------ |
| Bermudas | 0-6  | México   | 0-2 | 0-4    |

## Organización

### Sedes
| Puerto España                    | Puerto España                    | San Fernando      |
| -------------------------------- | -------------------------------- | ----------------- |
| Queen's Park Oval                | King George V Park               | Skinner Park      |
| Capacidad: 25,000                | Capacidad:                       | Capacidad: 4,000  |
|                                  |                                  |                   |
| Port of Spain San Fernando Arima | Port of Spain San Fernando Arima | Arima             |
| Port of Spain San Fernando Arima | Port of Spain San Fernando Arima | Arima Velodrome   |
| Port of Spain San Fernando Arima | Port of Spain San Fernando Arima | Capacidad: 17,000 |
| Port of Spain San Fernando Arima | Port of Spain San Fernando Arima |                   |

### Árbitros
- Augusto Robles
- Fritz Sainteluss
- Jorge Narváez
- Carlos Cedillos
- Juan Soto París
- Len Yardine

### Equipos participantes
Este torneo marcó el debut de Cuba en los campeonatos Concacaf. Los demás países participantes fueron Costa Rica, Haití, Honduras, México y Trinidad y Tobago.
| Equipos participantes | Equipos participantes | Equipos participantes |
| --------------------- | --------------------- | --------------------- |
| Costa Rica            | Cuba                  | Haití                 |
| Honduras              | México                | Trinidad y Tobago     |

- En cursiva las selecciones que participan por primera vez.

## Clasificación
| Equipo            | Pts. | PJ | PG | PE | PP | GF | GC | Dif |
| ----------------- | ---- | -- | -- | -- | -- | -- | -- | --- |
| México            | 9    | 5  | 4  | 1  | 0  | 6  | 1  | 5   |
| Haití             | 7    | 5  | 2  | 3  | 0  | 9  | 2  | 7   |
| Costa Rica        | 5    | 5  | 2  | 1  | 2  | 6  | 5  | 1   |
| Cuba              | 4    | 5  | 1  | 2  | 2  | 5  | 7  | -2  |
| Trinidad y Tobago | 4    | 5  | 1  | 2  | 2  | 6  | 12 | -6  |
| Honduras          | 1    | 5  | 0  | 1  | 4  | 5  | 11 | -6  |

### Partidos
| 20 de noviembre de 1971 | Costa Rica                     | 3:0 (2:0) | Cuba | Queen's Park Oval, Puerto España                       |                                                        |
|                         | Sáenz 42', 44' · Estupiñán 55' |           |      | Asistencia: 4 000 espectadores Árbitro(s): Len Yardine | Asistencia: 4 000 espectadores Árbitro(s): Len Yardine |

| 21 de noviembre de 1971 | México | 0:0 | Haití | Skinner Park, San Fernando                                |  |
|                         |        |     |       | Asistencia: 9 000 espectadores Árbitro(s): Augusto Robles |  |

| 21 de noviembre de 1971 | Trinidad y Tobago | 1:1 (1:1) | Honduras             | Skinner Park, San Fernando                                 |                                                            |
|                         | Douglas 25'       |           | Matamoros 36' (pen.) | Asistencia: 9 000 espectadores Árbitro(s): Juan Soto París | Asistencia: 9 000 espectadores Árbitro(s): Juan Soto París |

| 23 de noviembre de 1971 | Cuba                                   | 3:1 (2:0) | Honduras | Queen's Park Oval, Puerto España                          |                                                           |
|                         | Piedra 10' · Roldán 26' · Verdecia 49' |           | Bran 59' | Asistencia: 2 000 espectadores Árbitro(s): Augusto Robles | Asistencia: 2 000 espectadores Árbitro(s): Augusto Robles |

| 24 de noviembre de 1971 | Haití | 0:0 | Costa Rica | Queen's Park Oval, Puerto España                         |                                                          |
| 16:00                   |       |     |            | Asistencia: 2 500 espectadores Árbitro(s): Jorge Narváez | Asistencia: 2 500 espectadores Árbitro(s): Jorge Narváez |

| 26 de noviembre de 1971                                                              | Trinidad y Tobago | 0:2 (0:0) | México                                   | Queen's Park Oval, Puerto España                           |                                                            |
| 16:00                                                                                |                   |           | Jiménez 46' · Rodríguez Pérez 85' (pen.) | Asistencia: 2 000 espectadores Árbitro(s): Juan Soto París | Asistencia: 2 000 espectadores Árbitro(s): Juan Soto París |
| Originalmente el juego se jugaría un día antes pero debido a una lluvia se postergó. |                   |           |                                          |                                                            |                                                            |

| 27 de noviembre de 1971 | Honduras      | 1:2 (0:2) | Costa Rica              | King George V Park, Puerto España                           |                                                             |
| 18:30                   | Hernández 45' |           | Morales 10' · Sáenz 38' | Asistencia: 2 500 espectadores Árbitro(s): Fritz Sainteluss | Asistencia: 2 500 espectadores Árbitro(s): Fritz Sainteluss |

| 28 de noviembre de 1971 | Trinidad y Tobago | 1:6 (1:3) | Haití                                                                             | Arima Velodrome, Arima                                      |                                                             |
| 15:45                   | Cave 7'           |           | Bayonne 40', 81' · Sanon 43' · Domingue 44' · Moraldo 51' (a.g.) · Barthélemy 57' | Asistencia: 10 000 espectadores Árbitro(s): Carlos Cedillos | Asistencia: 10 000 espectadores Árbitro(s): Carlos Cedillos |

| 28 de noviembre de 1971 | Cuba | 0:1 (0:1) | México                     | Skinner Park, San Fernando                                    |                                                               |
| 18:00                   |      |           | Rodríguez Pérez 15' (pen.) | Asistencia: 8 000 espectadores Árbitro(s): Lloyd de Gourville | Asistencia: 8 000 espectadores Árbitro(s): Lloyd de Gourville |

| 30 de noviembre de 1971 | Trinidad y Tobago      | 2:2 (1:0) | Cuba                    | King George V. Park, Puerto España |                           |
| 16:00                   | Cave 16' · Lennard 70' |           | Elejalde 77' · Lara 89' | Árbitro(s): Jorge Narváez          | Árbitro(s): Jorge Narváez |

| 1 de diciembre de 1971 | Haití                               | 3:1 (3:1) | Honduras      | King George V. Park, Puerto España                     |                                                        |
| 18:00                  | Bayonne 28' · Sanon 41' · Désir 44' |           | Echeverría 1' | Asistencia: 4 000 espectadores Árbitro(s): Len Yardine | Asistencia: 4 000 espectadores Árbitro(s): Len Yardine |

| 2 de diciembre de 1971 | México              | 1:0 (0:0) | Costa Rica | Queen's Park Oval, Puerto España                           |                                                            |
| 16:00                  | Rodríguez Pérez 73' |           |            | Asistencia: 20 000 espectadores Árbitro(s): Augusto Robles | Asistencia: 20 000 espectadores Árbitro(s): Augusto Robles |

| 4 de diciembre de 1971 | Cuba | 0:0 | Haití | Skinner Park, San Fernando                                 |                                                            |
| 18:00                  |      |     |       | Asistencia: 3 000 espectadores Árbitro(s): Carlos Cedillos | Asistencia: 3 000 espectadores Árbitro(s): Carlos Cedillos |

| 4 de diciembre de 1971 | México          | 2:1 (1:0) | Honduras  | King George V. Park, Puerto España |                             |
| 20:30                  | Muciño 42', 83' |           | Gómez 69' | Árbitro(s): Juan Soto París        | Árbitro(s): Juan Soto París |

| 5 de diciembre de 1971 | Trinidad y Tobago                      | 3:1 (1:1) | Costa Rica | Queen's Park Oval, Puerto España                          |                                                           |
| 15:00                  | Phillips 30' · David 58' · Douglas 69' |           | Valle 24'  | Asistencia: 15 000 espectadores Árbitro(s): Jorge Narváez | Asistencia: 15 000 espectadores Árbitro(s): Jorge Narváez |

|                           |
| Bandera de México         |
| Campeón México 2.º título |

## Goleadores
| Jugador           | Selección         | Goles |
| ----------------- | ----------------- | ----- |
| Roberto Rodríguez | México            | 3     |
| Roy Sáenz         | Costa Rica        | 3     |
| Pierre Bayonne    | Haití             | 3     |
| Octavio Muciño    | México            | 2     |
| Emmanuel Sanon    | Haití             | 2     |
| Anthony Douglas   | Trinidad y Tobago | 2     |
| Wilfred Cave      | Trinidad y Tobago | 2     |

## Equipo ideal
| Portero       | Defensores                                   | Mediocampistas                    | Delanteros                                                |
| ------------- | -------------------------------------------- | --------------------------------- | --------------------------------------------------------- |
| Rafael Puente | Genaro Bermúdez Miguel Rivero Philippe Vorbe | Juan Manuel Medina Pierre Bayonne | Octavio Muciño Roy Sáenz Emmanuel Sanon Roberto Rodríguez |